# Flybanger
Flybanger conhecido também sob os nomes de Jar., Jarr., Settlement e Jarbanger, é uma banda canadense de metal alternativo, fundada por Garth Allen (vocalista) e Rob Wade (baterista) no ano de 1995 em Vancouver, Colúmbia Britânica.
A banda começou se apresentando sob o nome de Jar.. Eles lançaram dois CDs com esse nome, incluindo o EP Harsh and Discord em 1996 e o álbum Knott Skull em 1998. A canção "Regional Pump" do então EP de estreia apareceu nos créditos do filme Laserhawk. Trechos das canções "Cavalry", "Skidmark" e "Weapon" do álbum subsequente foram incluídas no jogo eletrônico de beisebol Triple Play 2000 da EA Sports.[carece de fontes?]
Como havia outros grupos musicais com o mesmo nome, os co-fundadores Garth e Rob decidiram renomear a banda para Flybanger. Eles lançaram um EP de cinco faixas intitulado Outlived em 2000, através do selo Gotham Records.[carece de fontes?] O videoclipe da canção "Outlived", alcançou relativo sucesso no canal de televisão MuchMusic. Em 20 de fevereiro de 2001, foi lançado o álbum de estúdio Headtrip to Nowhere pela gravadora Columbia Records.[carece de fontes?] Duas faixas deste álbum contam com a participação do ex-guitarrista do Faith No More, Jim Martin; enquanto o single "Blind World" foi usado na trilha sonora do filme Dracula 2000.[carece de fontes?] Embora não tenha se tornado um sucesso comercial significativo, o álbum recebeu elogios da crítica especializada. No verão estadunidense de 2001, o Flybanger se juntou as bandas The Union Underground, Stereomud e Endo para a "Pain & Suffering Tour". Um DVD single da turnê foi lançado, incluindo uma performance ao vivo de "Cavalry".
Depois de deixarem a Columbia Records, a banda lançou um EP autointitulado em 2003 sob o nome de Jarr., e brevemente passou a se chamar Settlement antes de se separar em 2004.
Em 2005, Garth Allen e Rob Wade se juntaram ao Kill Rhythm, banda de metalcore fundada por Rob Thiessen ex-Noise Therapy. Em 2008, eles voltaram seu foco para um novo projeto nomeado de The Thick of It.
No outono de 2010, Garth e Rob decidiram montar uma nova versão do Jar. e fazer alguns shows apenas por divertimento. Em 2013, a banda lançou uma coletânea com o nome original de Jar., contendo regravações de várias de suas canções mais antigas. Em 2020, um álbum batizado de [2003 Demos] foi disponibilizado em todas as plataformas digitais.
Atualmente a banda se encontra inativa.

## Discografia

### Como Jar.
- 1996 – Harsh and Discord (EP)
- 1998 – Knott Skull (Álbum)
- 2013 – Jar. (Coletânea)
- 2020 – [2003 Demos] (Álbum)

### Como Flybanger
- 2000 – Outlived (EP)
- 2001 – Headtrip to Nowhere (Álbum de estúdio)

### Como Jarr.
- 2003 – Jarr. (EP)

## Integrantes
| Membros fundadores - Garth Allen – vocal - Rob Wade – bateria | Outros membros - Bryan Fratesi – guitarra - Chris Smith – baixo, backing vocal - Tom MacDonald – baixo, backing vocal - Tori Courte – baixo - Chris "Weasel" Gorst – guitarra - Russ Bergquist – baixo |